# Forte do Rio Doce
O Forte do Rio Doce localizava-se às margens da foz do rio Doce, ao norte de Olinda, no litoral do atual estado de Pernambuco, no Brasil.

## História
Esta fortificação é citada por BENTO (1971), no contexto da segunda das Invasões holandesas do Brasil (1630-1654), quando constitui-se em um dos locais onde se concentrou a primeira resistência portuguesa ao invasor, após a queda de Olinda e Recife (Fevereiro-Março de 1630). Na realidade, é mais correto classificá-la como uma linha defensiva improvisada diante das forças neerlandesas desembarcadas na praia do Pau Amarelo, em marcha sobre Olinda, com a missão de impedir ou retardar o quanto possível os invasores. Rompida, os seus defensores recuaram para as portas de Olinda onde prosseguiram o combate, até à queda daquela capital.
De acordo com o mesmo autor, guiadas por Domingos Fernandes Calabar (1609-1635), as forças neerlandesas teriam se apoderado, em 1632, da vila de Igaraçu (atual Igarassu) e do Forte do Rio Doce.
Esta estrutura encontra-se cartografada na "Demonstração da costa de Pernambuco da cidade de Olinda até Itamaracá", de autoria do Engenheiro Luís Francisco Pimentel, datada de 1702. Ainda no século XVIII, o Governador e Capitão-general da Capitania de Pernambuco, Luís Diogo Lobo da Silva, reforçou as fortificações do litoral pernambucano tendo erguido trincheiras no rio Doce para defesa da sua barreta e a passagem de sua ponte ("Trincheiras feitas de faxina, estacaria e terra que por ordem do Ilmo., e Exmo. Sr. Luís Diogo Lobo da Silva, Governador e Capitão General das Capitanias de Pernambuco na sua presença mandou erigir no lugar do rio Doce [...], c. 1762". Arquivo Histórico Ultramarino, Lisboa) (IRIA, 1966:54, 57).